# William Bartholomew
Pour les articles homonymes, voir Bartholomew.
William Bartholomew, né en 1793 à Londres et mort le 18 août 1867 dans la même ville, est un violoniste, écrivain et peintre britannique.

## Biographie
Né en 1793, William Bartholomew est un homme aux talents multiples, puisqu'il s'intéresse également à la chimie, à la peinture et aux langues vivantes. Il est proche de Felix Mendelssohn et traduit en anglais les textes de ses oratorios, notamment Elias. Il a également écrit le texte anglais de Jessonda de Louis Spohr. Il finit ses jours paralysé.

## Sources
- Nicolas Slonimsky, Alain Paris et Marie-Stella Paris, Dictionnaire biographique des musiciens, R. Laffont, 1995 (ISBN 2-221-06510-7, 978-2-221-06510-5 et 2-221-06787-8, OCLC 33096600, lire en ligne)